# Sant'Alessio Siculo
Sant'Alessio Siculo es una localidad italiana de la provincia de Mesina, región de Sicilia, con 1.414 habitantes.

Ubicación de la ciudad de Sant'Alessio Siculo dentro de la provincia de Mesina.

## Evolución demográfica
| Gráfica de evolución demográfica de Sant'Alessio Siculo entre 1861 y 2001 |
|                                                                           |
| Fuente ISTAT - Elaboración gráfica por parte de Wikipedia                 |